# Посланица Колошанима
Посланицу је написао Свети апостол Павле из сужањства у Риму, негде између 61. и 63. године, као и посланице Евесцима и Филпљанима. Слична је Посланици Ефесцима. Ову Посланицу одликује један мали социјални кодекс хришћанства.